# Zou Jiahua
Zou Jiahua (chinesisch 鄒家華 / 邹家华; * Oktober 1926 in Shanghai; † 16. Februar 2025 in Peking) war ein chinesischer Politiker der Kommunistischen Partei Chinas (KPCh), der unter anderem von 1991 bis 1998 Vize-Ministerpräsident im Staatsrat der Volksrepublik China, zwischen 1992 und 1997 Mitglied des Politbüros der Kommunistischen Partei Chinas sowie weiterhin von 1998 bis 2003 Vize-Vorsitzender des Ständigen Ausschuss des Nationalen Volkskongresses war.

## Leben

### Studium, Ingenieur und ZK-Mitglied
Zou Jiahua, der zum Han-Volk gehörte, war ein Sohn von Zou Taofen und dessen zweiter Ehefrau Shen Cuizhen, die sich als Vize-Vorsitzende der Shanghaier Frauenföderation engagierte. Ende 1944 ging er nach Huainan, eine Basis des chinesischen Widerstands im Zweiten Japanisch-Chinesischen Krieg, und schloss sich dort der zur Nationalrevolutionären Armee gehörenden Neuen Vierten Routenarmee an. Er begann daraufhin ein Studium an der Abteilung für Wirtschaft und Finanzen an der Zentralchinesischen Aufbauuniversität der Neuen Vierten Armee und wurde im Juni 1945 Mitglied der Kommunistischen Partei Chinas (KPCh). Danach arbeitete er im Nordostchinesischen Befreiten Gebiet in der damaligen Provinz Songjiang, die heute zur Provinz Heilongjiang gehört. Er begann ein Studium am Technologischen Institut Harbin. 1948 sandte die Partei eine Gruppe von Studenten, zu der neben Zou auch der spätere Ministerpräsident Li Peng gehörte, zum Studium in die Sowjetunion. Dort absolvierte er ein Maschinenbau-Studium an der Staatliche Technische Universität Moskau „N. E. Bauman“ und erlernte die russische Sprache.
Nach Abschluss seines Studiums kehrte Zou 1955 in die nunmehrige Volksrepublik China zurück und wurde zunächst Chefingenieur sowie später Direktor der Werkzeugmaschinenfabrik Nr. 2 in Shenyang. 1964 wurde er nach Peking versetzt, wo er in dem zum Ersten Ministerium für Maschinenbauindustrie gehörenden Forschungsinstitut für Werkzeugmaschinen tätig war. Während der Kulturrevolution befand er sich von 1966 bis 1972 zur sogenannten Umerziehung durch Arbeit auf dem Land. Er war danach zwischen 1973 und 1982 schließlich selbst Direktor und zugleich Sekretär des Parteikomitees des zum Ersten Ministerium für Maschinenbauindustrie gehörenden Forschungsinstituts für Werkzeugmaschinen. Daneben wurde er 1974 im Range eines Vizeministers zunächst stellvertretender Direktor des Büros für Nationale Verteidigungsindustrie des Staatsrates der Volksrepublik China sowie 1976 Vize-Vorsitzender der Kommission für Wissenschaft, Technik und Industrie für Landesverteidigung. Auf dem XI. Parteitag der KPCh (12. bis 18. August 1977) wurde er zunächst Kandidat des Zentralkomitees (ZK).

### Minister, Vize-Ministerpräsident und Politbüro-Mitglied
1982 übernahm Zou Jiahua im Range eines Vizeministers den Posten als Vize-Vorsitzender der neu gegründeten Staatlichen Kommission für Wissenschaft, Technologie und Industrie für die Nationale Verteidigung und bekleidete diesen bis 1985. Auf dem darauf folgenden XII. Parteitag der KPCh (1. bis 12. September 1982) wurde er erstmals Mitglied des ZK der KPCh, dem er fünfzehn Jahre lang bis zum 19. September 1997 angehörte. Nachdem er von 1985 bis 1986 Minister für die Rüstungsindustrie war, fungierte er zwischen 1986 und 1988 als Vorsitzender und verantwortlicher Minister der Staatlichen Kommission für Maschinenbauindustrie. Im Anschluss war er von 1988 bis 1989 zunächst Minister für Maschinen- und Elektronikindustrie sowie als Nachfolger von Yao Yilin zwischen Dezember 1989 und seiner Ablösung durch Chen Jinhua im März 1993 als Staatsrat Vorsitzender der Staatlichen Planungskommission.
Während der Amtszeit von Ministerpräsident Li Peng wurde Zou 1991 zusammen mit Zhu Rongji zu einem der Vizeministerpräsidenten der Volksrepublik China, so dass neben Tian Jiyun, Wu Xueqian und Yao Yilin die Anzahl der Vize-Ministerpräsidenten von drei auf fünf erhöht wurde. Das Amt des Vizeministerpräsidenten bekleidete er bis 1998. Auf dem XIV. Parteitag der KPCh (12. bis 19. Oktober 1992) wurde er zum Mitglied des Politbüros der Kommunistischen Partei Chinas gewählt und gehörte diesem bis zum 19. September 1997 an. In der achten Legislaturperiode wurde er 1993 zudem Mitglied des Nationalen Volkskongresses. Darüber hinaus übernahm er 1996 die Posten als Direktor des Nationalen Ausschusses für natürliche Ressourcen sowie als Leiter der Staatlichen Führungsgruppe für Information. Zuletzt war er zwischen März 1998 und März 2003 als Vize-Vorsitzender des Ständigen Ausschuss des Nationalen Volkskongresses einer der stellvertretenden Staatspräsidenten. Ferner fungierte er 1999 als Mitglied der Regierungsdelegation bei der Übernahmezeremonie von Macao von Portugal und des Komitees zur Vorbereitung von Macau als Sonderverwaltungszone.
Wegen seiner Unterstützung der wissenschaftlichen Arbeit in Liaoning wurde das Artepitheth zoui des Caudipteryx zoui, was so viel bedeutet wie „Zous Schwanzfeder“, benannt.
Zou Jiahua war mit seiner Kommilitonin Ye Chunmei verheiratet, einer Tochter von Marschall Ye Jianying, der zwischen 1978 und 1983 Staatspräsident der Volksrepublik China war. Deren Bruder, sein Schwager Ye Xuanping, war zwischen 1985 und 1991 Gouverneur von Guangdong sowie Vizepräsident der Politischen Konsultativkonferenz des chinesischen Volkes. Sein 1999 bei einem Raubüberfall ums Leben gekommener jüngerer Bruder Zou Jingmeng war 1982 bis 1996 Direktor des Amtes für Meteorologie, während seine jüngere Schwester Zou Jiali Leiterin der Zou Taofen-Gedächtnishalle in Shanghai ist.